# Łukasz Wiśniowski
Łukasz Wiśniowski (Ciechanów, 7 de diciembre de 1991) es un ciclista polaco que fue profesional entre 2013 y 2024.

## Palmarés
2013
- 1 etapa del Tour de Thuringe

2014
- Kattekoers
- 1 etapa del Tour de Normandía
- Circuito de las Ardenas

2020
- 3.º en el Campeonato de Polonia Contrarreloj [2]

2021
- 3.º en el Campeonato de Polonia Contrarreloj

## Resultados en Grandes Vueltas y Campeonatos del Mundo
Durante su carrera deportiva ha conseguido los siguientes puestos en las Grandes Vueltas y en los Campeonatos del Mundo:
| Carrera         | Carrera         | 2013 | 2014 | 2015 | 2016  | 2017 | 2018 | 2019  | 2020  | 2021  | 2022 | 2023 | 2024 |
| --------------- | --------------- | ---- | ---- | ---- | ----- | ---- | ---- | ----- | ----- | ----- | ---- | ---- | ---- |
|                 | Giro de Italia  | —    | —    | —    | 138.º | —    | —    | —     | —     | 131.º | —    | —    | —    |
|                 | Tour de Francia | —    | —    | —    | —     | —    | —    | 127.º | —     | —     | —    | —    | —    |
|                 | Vuelta a España | —    | —    | —    | —     | —    | —    | —     | 115.º | —     | —    | —    | —    |
| Mundial en Ruta | Mundial en Ruta | —    | —    | —    | Ab.   | 96.º | —    | Ab.   | —     | —     | —    | —    | —    |

 —: no participa

Ab.: abandono

## Equipos
- Etixx (2013-2014)
  - Etixx-iHNed (2013)
  - Etixx (2014)
- Etixx-Quick Step (2015-2016)
- Team Sky[3] (2017-2018)
- CCC Team (2019-2020)
- Qhubeka[4] (2021)
  - Team Qhubeka ASSOS (2021)[5]
  - Team Qhubeka NextHash (2021)
- EF Education-EasyPost (2022-2023)
- Team Bahrain Victorious (2024)[6]